# Llengua OVS
Una llengua OVS és aquell idioma que tendeix a construir les frases amb l'ordre canònic següent: primer es col·loca el complement o objecte, després el verb principal i per acabar, el subjecte. És una estructura molt poc comuna dins la tipologia lingüística (menys de l'1% del total de llengües mundials), ja que està present únicament en determinades llengües ameríndies. Els creadors de la llengua artificial Klingon van dotar-la d'aquesta estructura justament per fer-la semblar especialment estranya.
En canvi, apareix amb freqüència en construccions passives de diversos idiomes però aquestes llengües no es consideren OVS perquè la passiva no és la frase ordinària i no marcada sinó una derivació des d'una frase activa, que en aquests idiomes no presenta l'ordre esmentat. Igualment pot estar present quan s'altera l'ordre de la frase per fer èmfasi en un element concret.